# Ordine di San Raimondo di Peñafort
L'ordine di San Raimondo di Peñafort è un ordine cavalleresco spagnolo.

## Storia
L'ordine è stato fondato il 23 gennaio 1944, memoria di san Raimondo di Peñafort, patrono dei giuristi per premiare i meriti di coloro che sono coinvolti nella gestione della giustizia e nell'applicazione e nello studio del diritto in tutti i suoi rami, nonché i servizi resi dai dipendenti del Ministero della giustizia.

## Consiglio dell'ordine
Il consiglio dell'ordine comprende:
- Il ministro della giustizia, presidente e cancelliere;
- Il vice ministro della giustizia, vicepresidente;
- L'arcivescovo di Toledo o un prelato suo delegato;
- Il presidente della Corte suprema;
- Il procuratore della Corte suprema;
- Il direttore generale dei registri e dei notai;
- Un rappresentante della Reale accademia di giurisprudenza e legislazione, nominato dal consiglio;
- Il presidente del Consiglio generale dell'avvocatura
- Un rappresentante dell'Avvocatura dello Stato, segretario.

## Classi
L'ordine si divide nelle seguenti classi:
- Gran croce
- Croce d'onore
- Croce distinta di I classe
- Croce distinta di II classe
- Croce
- Medaglia d'oro al merito alla giustizia
- Medaglia d'argento al merito alla giustizia
- Medaglia di bronzo al merito alla giustizia

## Insegne
- Il nastro è bordeaux con bordi azzurri.